# MADE IN JAPAN 〜こらッ!〜
『MADE IN JAPAN 〜こらッ!〜』（メイド・イン・ジャパン 〜こらっ!〜）は2010年に京都で作られた映画。

## 概要
京都造形芸術大学 映画学科のプロジェクト「北白川派映画芸術運動」の第二弾として作られた高橋伴明監督作品。
「プロと学生が共同で映画を企画・製作していく」という北白川派の理念に則り、脚本に同大学の和間千尋、主演に松田美由紀と同大学の大西礼芳（当時一回生）が起用され松原智恵子、山路和弘、浅見れいなといったプロ俳優が脇を固めた。
「作るだけが映画じゃない、観せることまでが映画である」という考えのもと、宣伝・配給も同大学の学生が行っている。

## あらすじ
祖母（松原智恵子）の死をきっかけに、雛子（大西礼芳）の一家は崩壊を始める。父・完治（山路和弘）はショックから引きこもり始め、母・春子（松田美由紀）はそんな父親にあきれつつも、雛子の同級生で両足が動かない健一（関屋和希）の介護を続ける。雛子はそんな両親に不満を抱きつつも牛乳配達の仕事をしていた。表面上は取り繕って生活していた家族だったが、完治の「母さん（祖母）の飯が食べたい」という発言から少しずつ家族の関係が崩れ始める。そして、それぞれの本音が明かされたとき事態はとんでもない方向へ向かってゆく。

## キャスト
春子
演 - 松田美由紀
雛子の母。健一のヘルパーとして働いている。母という立場上、家族の崩壊を止めようとする。
雛子
演 - 大西礼芳
何事にも無関心。牛乳配達をしながらチャイムを押すという嫌がらせをする。父と母に対し不満を抱いている。健一と同級生。
完治
演 - 山路和弘
雛子の父。実母の死にショックを受け、引きこもり酒に逃げるようになる。実母との思い出に執着する。
貴子
演 - 浅見れいな
健一の姉。両親がいないため、母代わりとして働きながらも健一の面倒をみている。
健一
演 - 関屋和希
雛子の同級生。両親を亡くし、姉・貴子と二人暮らしをしている。両足が動かないため、春子に世話をしてもらっている。
珠子
演 - 伊藤菜月子
雛子の友人。スナックで働いている。雛子の愚痴を聞かされている。
妙
演 - 松原智恵子
雛子の祖母で完治の実母。この祖母の死が家族の崩壊のきっかけとなる。

## スタッフ
- 監督 - 高橋伴明
- プロデューサー - 山本起也・高橋伴明
- 脚本 - 和間千尋
- 撮影監督 - 小川真司
- 照明 - 金谷守
- 録音 - 浦田和治・清水充
- 美術 - 嵩村裕司
- 音楽 - 原田喧太